# L’Ami du Chambertin

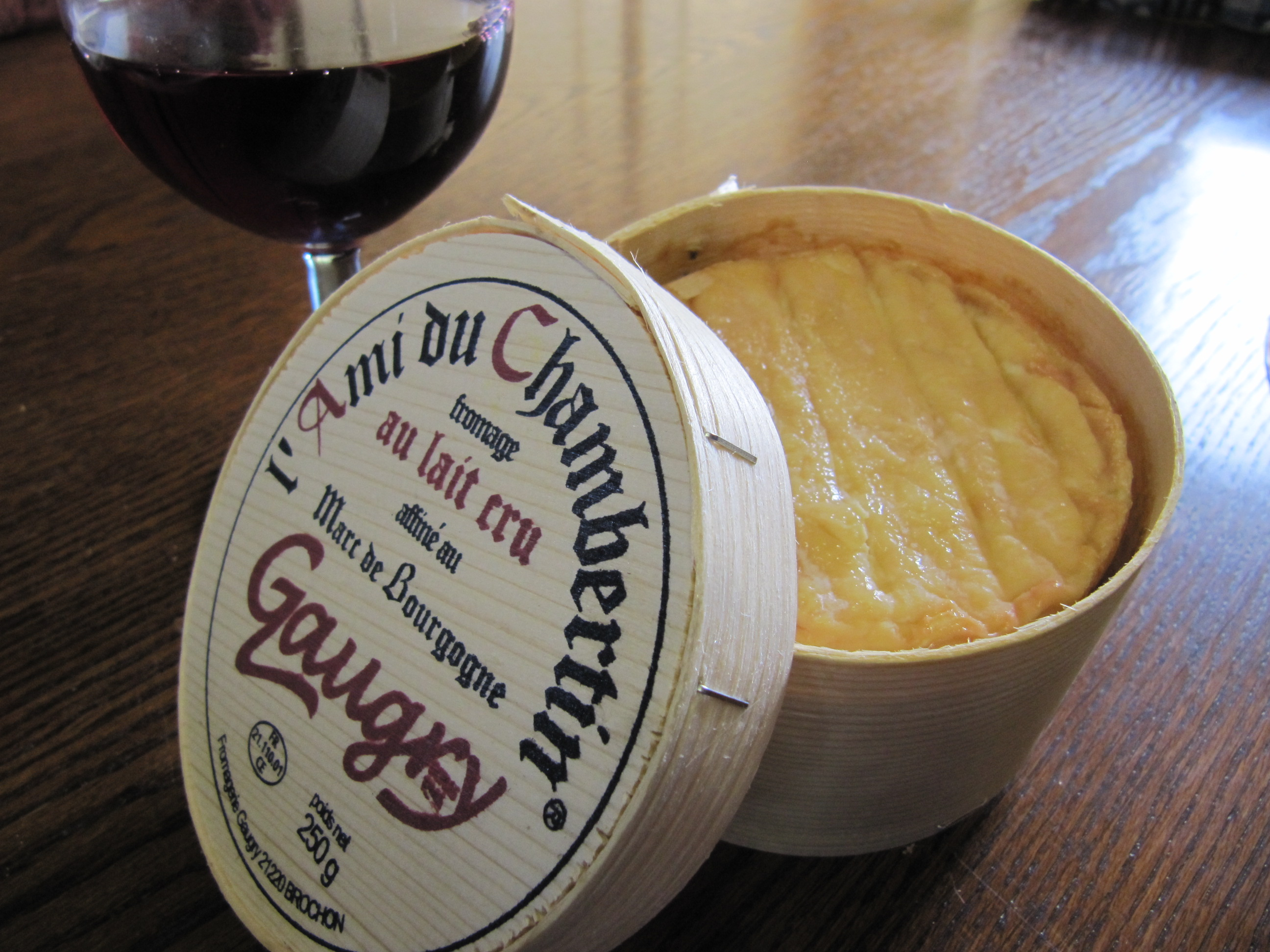
L’Ami du Chambertin

L’Ami du Chambertin ist ein französischer Weichkäse. Er wird aus pasteurisierter Kuhmilch hergestellt und stammt aus der Region Burgund. Er hat 50 Prozent Fett in der Trockenmasse.

## Merkmale
Der Weichkäse L’Ami Du Chambertin hat einen kräftigen Geschmack und Geruch, weswegen er auch „Stinker“ genannt wird. Seine Kruste ist faltig und rotfarbig. Bei der handwerklichen Herstellung wird die Milch in Kesseln dickgelegt und anschließend in Form gegossen, wonach der unreife Käse trocken gesalzt wird. Er muss vier Wochen reifen und wird in dieser Zeit mehrfach mit Burgunder-Treber angemischten Wasser gewaschen. Verpackt wird dieser Weichkäse traditionell in einer Spanschachtel und so auch verkauft.
L’Ami Du Chambertin wird warm zu einem Salat oder auf einer Käseplatte serviert und verzehrt.

## Geschichte
Der Käse wurde 1950 von Raymond Gaugry erfunden. Die „Fromagerie Gaugry“ ist ein Familienbetrieb.